# 戦艦ハルバード
戦艦ハルバード（せんかんハルバード）は、星のカービィシリーズに登場する架空の戦闘艦。メタナイトがプププランドを征服するために建艦された。左右に蝙蝠の翼のような2対のウイングがあり、艦首はメタナイトの仮面をかたどったものである。作品によって、空中戦艦または宇宙戦艦として登場する。

## 登場作品
ここではゲーム、アニメを問わず登場順に説明する。
星のカービィ スーパーデラックス
『メタナイトの逆襲』で、プププランドを征服するためのメタナイトの空中戦艦要塞として初登場。中には様々な兵器（二連主砲、ヘビーロブスターなど）が搭載されている。ワープスターに乗って飛来したカービィをヘビーロブスターもろとも海に吹き飛ばし、その後再び飛来したカービィを今度は二連主砲で森に撃ち落とす。しかしダイナブレイドに乗ってカービィがやって来た際はダイナブレイドこそ撃墜するものの、ついにカービィの侵入を許してしまう。そしてカービィに二連主砲、左ウィング、右ウィング、リアクターを次々に破壊され、多数のエンジンが停止したことによる推力低下で最後には海に墜落してしまう。艦内にはメタナイトのほか、メタナイツ、艦長、水兵帽をかぶったワドルディが乗っている。
星のカービィ (アニメ)
ホーリーナイトメア本社へ突撃するための宇宙戦艦として第98話 - 最終話で登場。設計図を保管していたメタナイトがデデデ城の地下で密かに建艦（資金は国家予算を横領）しており、デデデ城の数倍の大きさがある。ワープが可能となっている。外観は多少ゲームから変更されており、ヘビーロブスターも今作では敵の魔獣として登場した。重力波干渉砲が主な武装。ナイトメア要塞に突撃しデスタライヤーを多数撃破しつつ要塞内部への侵入に成功。しかし内部の防御システムやデスタライヤーの生き残りの猛攻を受け撃沈。この際の爆発によりデスタライヤーを道連れにした。
星のカービィ 参上! ドロッチェ団
ステージ7・シークレットシーで海に沈んだ状態で登場。デザインはアニメ版と同一の物。ステージ7終盤からステージ8序盤のエリアとして艦内を探検することになる。カービィとメタナイトの戦いの最中に浮上、そのまま宇宙空間までの航行を行った。
大乱闘スマッシュブラザーズX
対戦ステージの1つとして登場。『スーパーデラックス』のデザインを基本としつつも、バルバス・バウの撤去および長砲身砲への換装、砲台の増強、ウィングおよび艦橋構造物などの形状変更、艦底部へのスラスター追加などがされており、従来とは大きく全体の形状が異なる。足場は洋上の格納庫から艦の周囲を旋回して最後に甲板に着艦する。甲板の奥には2連主砲が設置されており、ビーム、へろへろ弾やアームで攻撃を仕掛けてくる。また、ステージとして登場するだけではなくアドベンチャーモード『亜空の使者』においても敵戦闘艦として登場する。
『亜空の使者』における戦艦ハルバードについては、亜空軍を参照。
星のカービィ ウルトラスーパーデラックス
『スーパーデラックス』同様に『メタナイトの逆襲』で登場。しかしデザインは原作版のものではなく『大乱闘スマッシュブラザーズX』のリファイン版が逆輸入されており、これ以降の作品でも使用されている。また、『スーパーデラックス』では名前が登場しなかった艦長が「バル艦長」と呼ばれるようになったほか、同作品でのメスナイトがメイスナイトに名前が変更されている。
今作から英語での綴りが武器の「斧槍」を表す「HALBERD」から、HAL研究所の"HAL"と鳥の英訳"BIRD"を掛け合わせた「HALBIRD」に変更された（下画面の表示）。
本作の追加モード『メタナイトでゴーDX』での『メタナイトの逆襲』では、メタナイトがリアクターを撃破することでクリアということになっている。
『スーパーデラックス』のときの『メタナイトの逆襲』ではタイトルバックのイラストは戦艦ハルバードのシルエットだったが、『ウルトラスーパーデラックス』ではメタナイトのイラストに変わっている。
毛糸のカービィ
デザインはウルトラスーパーデラックス同様、『大乱闘スマッシュブラザーズX』のデザインとなっている。最初はオープニングで、アニメ版のデデデ城の隣に飛んでいる。プププランドのエキストラステージとして登場している。
あつめて!カービィ
ミニゲームの「空中探検隊EOS」において登場、艦内を突き進んでいく。内部にはコンテナが乗せられたベルトコンベアが多数存在する。
大乱闘スマッシュブラザーズ for Wii U
前述の『スマブラX』に引き続き、対戦ステージの1つとして登場。ステージの構造や仕掛けなどは『スマブラX』と変わらない。
星のカービィ ロボボプラネット
オープニングで登場。ハルトマンワークスの攻撃を受けたため迎撃を試みるも返り討ちにされてしまう。メタナイトは洗脳されたが、託された部下たちによって修理が行われ、暴走した星の夢がアクシスアークスから飛び立つとカービィの前に現れ、スージーが用意したロボボにスキャンされ融合した「最終決戦艦ハルバードモード」となり、星の夢と戦う。機体はピンク色、艦首はカービィロボボの顔になり、ハルバードの戦闘能力にロボボのスキャン能力が融合し、破壊したミサイルや隕石などをスキャン・吸収して発射する「プラネットバスター」が追加されている。
その後、星の夢の不意撃ちを食らうも、メタナイトがとっさの判断でカービィロボボを分離。エンディングでは無事に帰還した模様。
大乱闘スマッシュブラザーズ SPECIAL
前作『スマブラfor』に引き続き対戦ステージの1つとして登場。構造、仕掛けなどはこれまでと変わらず。

## 主なクルー

### メタナイトの逆襲
メタナイツ
メタナイト麾下の騎士団。会話中ではアックスナイトとメイスナイトがオペレーターとして艦の指揮を担当している。アックスナイトがレーダーでカービィの位置を逐一報告する真面目な人物として描かれている一方、メイスナイトは艦長に口答えをする、秘密のへそくり部屋を艦内に勝手に作るなどどこか間の抜けた人物とされている。なお、同じくメタナイツとされるトライデントナイトとジャベリンナイトにはセリフは無く、戦闘時以外はストーリーに登場しない。
バル艦長
鳥のような姿をしたキャラクター。戦艦ハルバードの管理を任されている。カービィと直接戦闘する場面は無い。メタナイトが決心および騎士団全体の指揮を行うのに対してバル艦長が艦の指揮を執るのが基本的な編制（ただし一部に、メタナイトが艦に関する指示を出す場面もある）。自艦に損耗が及ぶ作戦を強引に実施したり、勝手にへそくり部屋を艦内に作るなど艦長としての責任能力が欠如している場面がみられる（特に左ウィング破壊後）。挙句には艦の推力低下の際にはメタナイツたちが脱出を後回しにしてカービィへ一矢報いようとする中で、彼のみは真っ先に逃げ出してしまった。全体像が確認できるのはオープニングムービーのみ。また、『スーパーデラックス』では艦長と呼ばれるのみで名前は登場しなかった。
船員ワドルディ
水兵帽をかぶったワドルディ。戦艦ハルバードの操縦を担当している。カービィと直接戦闘する場面は無い。リアクターの弱点を喋るなど迂闊であり、バル艦長やメタナイツとの会話も呑気で楽天的なものが多い。他の乗組員が脱出する中で、彼のみメタナイトとカービィが戦っている時でも艦内に残っており、脱出する様子が描かれていない。また、この名前は『ロボボプラネット』で初めて判明した。

### 星のカービィ（アニメ）
ブレイドナイト、ソードナイト
建艦から操舵、攻勢まで当艦艇の運用を全面的に担っている。有事には戦闘員として敵の邀撃にも当たる（この辺はメタナイツと共通している）。
ガス
機関士を担当。ハルバードの超高性能エンジンを動かせることに感激していた。
コックカワサキ
給仕担当。レトルト食品が完備されていたため楽ができると喜んでいたが、どさくさにまぎれて手作りのカキ鍋を食べようとしていた。
ヤブイ
船医を担当。誰も負傷してこないため暇を持て余していた。
他にもカービィやフーム、ブン、トッコリをはじめ、ボルン、メーベル、サモ、レン、ダコーニョなどのププビレッジから召集した村人たちが雑務員として働いている。

## 戦艦ハルバードの兵装、施設
本来、補助艦艇が存在しなければ戦闘艦は定義できず、単なる軍艦に分類される。しかし同作品群には他に別種の艦艇が登場しないために主力艦艇と補助艦艇といった分類が本来は成り立たない。つまり本来的な意味での戦闘艦という艦種別は存在しないはずであり、自動的に戦闘艦に区分される戦艦という種別も消滅する。故にハルバードが戦艦に区分される理由は不明であるが、主たる兵装が史実での戦艦に近い性格であることが原因と考えるのが自然である。問題の兵装については以下を参照。なお、作品毎に兵装が微妙に異なるので作品別に列挙する。

### 星のカービィ スーパーデラックス
2連主砲 (COMBO CANNON)
ハルバードの主砲。「メタナイトの逆襲」における3体目のボス。その名の通り上下に2種類の艦砲を備えたボスであり、上部に登載されている砲は俯仰角を調節可能な火砲、下部は固定式のビーム砲である。ビーム砲は通常、ジャンプなどの機動をしなければ回避できるが、時々カービィがいる床がビームの射程内に上がるため、その床から降りないと被弾する。なお、2連主砲には作業用アームもあり、主砲に接近する敵を爆撃したり、つかんでビーム砲の射界に収めた状態で固定し射撃するという技がある。爆弾を吸い込むと「ボム」をコピーできる。ビーム砲も破壊できるが、ボスのダメージには関係ない。カービィの乗ったワープスターやダイナブレイドを撃墜した。
ヘビーロブスター (HEAVY LOBSTER)
ハルバードに配備されているメタナイトたちの作った海老型ロボット。鈍重な外見に反して運動性は大きい。体当たり、火炎放射攻撃、小さいヘビーロブスターを出すといった攻撃をする。ペイントを使うと目を潰すことができ、視界が悪くなり動作不良を生じる。本作では2度会敵し、序盤で戦うものはハルバード挺進の際に撃破されるも後に再登場する。「銀河にねがいを」では惑星メックアイのボスとして登場する。
『夢の泉』に登場したヘビーモールと違い、明らかに戦闘を目的とした兵装が施されていたこともあってか、ごく一部の攻略本のキャラクター紹介では「殺戮兵器」などと記述されている。
リアクター (HALBERDS. REACTOR)
ハルバードの心臓部。「カービィの攻撃」はまったく効かないが画面下の会話にヒントが隠されている。防御システムとして偏向反射レーザー砲、船底に取り付けられた主砲、床下からの火炎放射器などがある。火炎放射器と主砲は「カービィの攻撃」で破壊できる（ただし、破壊してもリアクターのHPは減らない）。動力源はウィリー。
武器貯蔵庫
ハルバード内にある隠し部屋。いくつかのコピーのもとが置いてあり2回目のヘビーロブスター戦に備えることができる。
隠し部屋
ハルバード内にある部屋のひとつ。2箇所存在し、1UPや回復アイテムなどのへそくりがたくさんある。隠していたのはそれぞれメイスナイトとバル艦長の2人。

### 星のカービィ（アニメ）
重力波干渉砲
ハルバードが10数門装備しているレーザー主砲。詳しい原理は不明だが砲弾の温度は3万度に達するためか、これを受けた物質は3分以上原型をとどめることはできない。デスタライヤーを一撃で撃破できる程度の威力を持つ。
パルスレーザー砲
第99話のナイトメア要塞との打撃戦で確認でき、宇宙戦艦ヤマトのパルスレーザーに酷似した副砲。描写から見るにおよそ10門程度搭載されている模様。
シールド
ハルバードの防御装置。艦全体を緑色のシールドで包む。デスタライヤーの迎撃レーザー、対空機銃の弾幕に対して一定の防護力を呈するが、攻撃を受けすぎると貫徹される恐れもある。シールドを強化することも可能だが、シールド発生中はハルバードは攻撃できない模様。
ワープ
ハルバードを遥か彼方へ移動させる装置。900光年を艦内時間約7分で移動できる。しかし、ワープ中は衝撃が激しく、乗組員に負担をかける。
鉄の扉
シャッター式の隔壁で、ハルバードの中に無数にある。被弾時に破損部分を隔離するためのものだろうが、ナイトメアのメカ魔獣ヘビーロブスターの高熱ビームで溶けてしまった。
リアクター
エーテルという物質による動力で動いている。激しい攻撃を受けると機能が低下する。
司令室
音声認識ができる。モニターと船員の席があるが、動揺の激しいワープに耐えるためにシートベルトが付いている。
内線電話
司令室に電話できる。
牢獄
一つのみ存在する。鉄製。作中では内部に侵入していたデデデとエスカルゴンを捕縛しておくために使用されていた。
食堂
コックカワサキが仕切っている食堂。"楽な"レトルト食品がおいてあるのでまずいものを食べさせられる心配は基本的にない。
トレーニングルーム
ダコーニョ軍曹がみんなを鍛え上げるために使っていた。
医務室
ヤブイが仕切っている医務室。ここでヤブイは暇を持て余していた。

### 星のカービィ 参上!ドロッチェ団
特に兵装に関する描写は無いが、宇宙に行けること、ステージなどの外見からアニメ版の影響を受けている。また、耐圧区画に相当する設備がどこにも見当たらないが、潜水しても圧壊しない。

### 大乱闘スマッシュブラザーズシリーズ
浮遊プレート
『X』、『for Wii U』『SPECIAL』の対戦ステージとしての『戦艦ハルバード』において、序盤から中盤にかけて戦闘の舞台となる台。まず、このプレートがハルバードと共に格納庫から発艦（この時地面にいると落下扱いとなる）。対戦者たちがこの上で戦いながら、ハルバードの周囲を旋回し、最後にはハルバードの艦首の上部、2連主砲の前に着艦する。しばらくすると再び発艦、以降は繰り返しとなる。『X』、『for Wii U』のステージの中では狭め。
へろへろ弾
2連主砲上部の砲から発射される弾丸。名前の通りへろへろと円を描くような独特の弾道を描く。画面奥から発射され、一度画面から消え、手前に山なりに飛んでくる。着弾まで間があるが、半数必中界が大きめなので損耗しやすい。
ビーム砲
2連主砲の下部の方の砲座から発射される極太の光線。時々対戦者の誰かをロックした後、射撃する。比較的火力が大きく、直撃すれば重量級のキャラクターでもほぼ撃破される。しかしロックから射撃が開始されるまで少し時間が空き、その間に十分逃げられるのでアームより回避し易い。
アーム
2連主砲の右側の砲郭側面に装備された伸縮自在のアーム。しばらくゆらゆらと動いた後、狙いを定めて先端の爪で攻撃してくる。火力はそれほどでもないが、攻撃寸前まで指向している対象がわかりづらい。アームの先端は『スーパーデラックス』では手袋のような形をしていたが、スマブラではペンチアームになっている。
この他の増設された砲塔はムービーのみの使用で、対戦中には使用しない。ムービーを見る限り、艦体側面および下部の副砲は対空戦闘用の機関砲、船首や2連主砲とブリッジ近辺の大型の3連装砲塔は光線砲となっている。

### 星のカービィ ウルトラスーパーデラックス
『スーパーデラックス』の移植作だが、『大乱闘スマッシュブラザーズX』に登場したハルバードのデザインとなっているため、武装が若干変更されている。
2連主砲
基本的には『スーパーデラックス』と同様の武装だが、『大乱闘スマッシュブラザーズX』に登場したデザインに変更されている。しかし上部の砲台の形はムービーと戦闘時で違い（ムービーは『大乱闘スマッシュブラザースX』と同様、戦闘時は『スーパーデラックス』とほぼ同じ）、戦闘時で登場するアームのデザインが再度変更され、アーム部は『スーパーデラックス』のものに近いリング状のパーツが連結した多関節構造のものに、先端部は関節が設けられたの3基の指を有するものになっている（ムービーシーンでは『大乱闘スマッシュブラザーズX』と同様のデザイン）。他にも、上部の砲の弾丸からコピーできる能力がヨーヨーからボムになっているなどの変更点がある。『スーパーデラックス』に比べて床の持ち上がる確率は激減したが、床が持ち上がったときにしゃがんでいてもビーム砲による攻撃を被弾するようになった。
ヘビーロブスター
『スーパーデラックス』と同様だが、目玉の部分が点滅する、脚部が斜めに少し傾く、大ジャンプの際にユニット前部、後部からバーニアを吹かすなど、細部に多くの変更点がある。『スーパーデラックス』ではスープレックスなどの掴み技で掴めるものがペイントスライム以外に一切ないボスだったが、こちらでは方向転換のために行う大ジャンプの後に星を出すようになり、掴めるものが追加された。『銀河にねがいを』と『ヘルパーマスターへの道』で登場する艦は、ボディカラーが金から銀に変更されている。
専用の戦闘曲が用意された。
リアクター
『スーパーデラックス』と同様。主砲の攻撃前の予備動作として、エネルギーをチャージする効果音が追加された。『ウルトラスーパーデラックス』の「メタナイトでゴーDX」では、メタナイトの攻撃も効かないが、マッハトルネイドのみ例外的に貫徹し、使用すると一撃で破壊できる。
砲塔
ハルバードの左右に搭載されている艦砲。ムービーではハルバードへ向かうカービィを乗せたワープスターおよびダイナブレイドを邀撃時に使用し、この砲台で弾幕を張り対象を威嚇しつつ、2連主砲のビームで迎撃を敢行している。

### 毛糸のカービィ
砲塔
ハルバードの艦首、内部に搭載されている砲台。メタモル能力「シューティングスター」の星型弾で破壊することが可能。小型砲台と大型砲台の2種類があり、大型砲台は破壊するとアイテムが出てくる。
2連主砲
『スーパーデラックス』および『ウルトラスーパーデラックス』と同様。
リアクター
『スーパーデラックス』、『ウルトラスーパーデラックス』と異なり、上下に搭載されている火炎放射器で攻撃してくる。本体もカービィの攻撃で破壊することが可能になっている。

### 星のカービィ ロボボプラネット
今作では最終決戦でカービィがロボボアーマーのスキャン能力でハルバードと融合した最終決戦艦ハルバードモードを操作する。
2連主砲
過去作と同様。今作では連射が可能になっており、近くの物体をロックオンする機能がついている。
プラネットバスター
破壊した物体をキャプチャーして取り込み、エネルギーをチャージして星型弾として撃ちだす。カービィの吸い込んだ敵や物を星型弾として撃ち出す能力を模した機能。